# Bisexualität

Flagge der Bisexuellen

Als Bisexualität (nach der lateinischen Vorsilbe bi- für zwei) bezeichnet man die sexuelle Orientierung, sich zu mehr als einem Geschlecht emotional, romantisch, oder sexuell hingezogen zu fühlen. Als Kurzform ist das Adjektiv bi gebräuchlich. Bisexualität gehört mit weiteren Orientierungen wie der Pansexualität zu den nicht-monosexuellen, also polysexuellen Orientierungen.

## Begriffswandel
Als Bisexualität wurde bis Anfang des 20. Jahrhunderts das Vorhandensein von zweierlei Geschlechtsmerkmalen an einem Individuum betrachtet, was heute als Hermaphroditismus (Zwittertum) oder Intergeschlechtlichkeit eingeordnet wird. Die These der konstitutionellen Bisexualität geht darüber hinaus davon aus, dass dies der normale Entwicklungsprozess der menschlichen Sexualität und Geschlechtsentwicklung sei. Jede Anlage sei vorhanden; in der Regel würde sich jedoch ein binäres Geschlechtsmerkmal weiterentwickeln, während das andere rudimentär vorhanden bleibe. Für den Menschen werden die Geschlechtschromosomen (Gonosom) als für diese Entwicklung bestimmende Erbanlage von der Genetik angesehen.
Sigmund Freud stellte 1915 die These auf, dass die ursprüngliche Anlage des Menschen bisexuell sei.

„Der Psychoanalyse erscheint […] die Unabhängigkeit der Objektwahl vom Geschlecht des Objektes, die gleich freie Verfügung über männliche und weibliche Objekte, wie sie im Kindesalter, in primitiven Zuständen und frühhistorischen Zeiten zu beobachten ist, als das Ursprüngliche, aus dem sich durch Einschränkung nach der einen oder der anderen Seite der normale [d. h. heterosexuelle] wie der Inversionstypus [d. h. der homosexuelle] entwickeln. Im Sinne der Psychoanalyse ist also auch das ausschließliche sexuelle Interesse des Mannes für das Weib ein der Aufklärung bedürftiges Problem und keine Selbstverständlichkeit […]“

## Wissenschaftliche Untersuchungen in westlichen Industrieländern

Kinseys Skala heterosexueller, bisexueller und homosexueller Zuordnung (1953)

Wie hoch der Anteil der Bisexualität in der Bevölkerung ist, lässt sich nur schwer einschätzen. Aussagen in der Literatur bewegen sich weit auseinander. Vielfach wird der Kinsey-Report zitiert, der 1948 etwa 46 % der männlichen Bevölkerung als „bis zu einem gewissen Grad bisexuell“ einstufte. Tatsächlich werden bisexuelle Orientierungen eher selten ausgelebt. Einige Sexualwissenschaftler erklären dies mit der Durchsetzung einer monosexuellen Norm bzw. Heteronormativität in unserer Kultur.
Eine britische Studie des Meinungsforschungsinstituts YouGov aus dem Jahr 2015 ergibt einen Anteil von 19 % Bisexuellen (Personen, die sich selbst auf der Kinsey-Skala im Bereich von 1 bis 5 einstufen), bei den 18- bis 24-Jährigen sogar 43 % Bisexuelle. Dabei benutzen nur zwei Prozent der Befragten die Bezeichnung „bisexuell“ für sich selbst.
Eine Studie der Universität Essex um Gerulf Rieger kam zu dem Schluss, dass 74 % der Frauen, welche sich als heterosexuell bezeichnen, und insgesamt 82 % aller Frauen bisexuell seien. In der Untersuchung wurden körperliche Reaktionen (wie geweitete Pupillen) auf das Betrachten nackter Menschen in Videos untersucht. Die TAZ-Redakteurin Saskia Hödl wies in einem Kommentar darauf hin, dass in einer anderen Studie ähnliche körperliche Reaktionen allerdings auch beim Betrachten von Videos kopulierender Affen nachweisbar gewesen seien.
Eine schwedische Studie an eineiigen Zwillingen aus dem Jahr 2008 sieht einen komplexen Zusammenhang verschiedener Faktoren, die die sexuelle Orientierung steuern. Die Studie kommt zu dem Schluss, dass die Ausprägung dieser Orientierung bei Männern einen genetischen Einfluss von etwa 35 % und bei Frauen von etwa 18 % hat; welche anderen Faktoren ebenfalls eine Rolle spielen, ist jedoch unklar. Sicher scheint jedoch zu sein, dass frühe Kindheitserfahrungen oder Erziehung zumindest bei der Entwicklung der männlichen sexuellen Orientierung keine Rolle spielen.
Forscher aus Dänemark und den USA veröffentlichten 2017 einen Artikel im Magazin Archives of Sexual Behavior, in dem sie schlussfolgerten, dass Frauen und Männer, die vor der Geburt dem Hormon Progesteron ausgesetzt waren, häufiger bisexuell sind.
Eine 2005 veröffentlichte, kontrovers diskutierte Studie über bisexuelle Männer in den USA kam zu dem Schluss, dass eine bisexuelle Selbstbezeichnung nur in etwa zwei Prozent der Fälle eine Sexualpräferenz für zwei Geschlechter bedeutet. Drei Viertel der als bisexuell bezeichneten Probanden seien homosexuell, der Rest heterosexuell. Die Grundlage dieser Aussage war die apparativ gemessene sexuelle Erregung des Penis während des Anblicks von erotischem Bildmaterial, das entweder Männer oder Frauen zeigte. Aufgrund eines Berichts in der New York Times erhielt die Untersuchung die Aufmerksamkeit der Öffentlichkeit. Die Studie wird von der National Gay and Lesbian Task Force abgelehnt, die auf methodische Schwachpunkte aufmerksam machte. Darüber hinaus kritisierte die Organisation Fairness and Accuracy in Reporting (FAIR), die New York Times habe es versäumt, auf frühere Veröffentlichungen des Koautors J. Michael Bailey aufmerksam zu machen. Dieser habe in der Vergangenheit für ein Recht der Eltern plädiert, homosexuellen Nachwuchs mit Hilfe der Eugenik auszuschließen, sobald dies technisch möglich sei.

## Bisexualität in anderen Kulturen

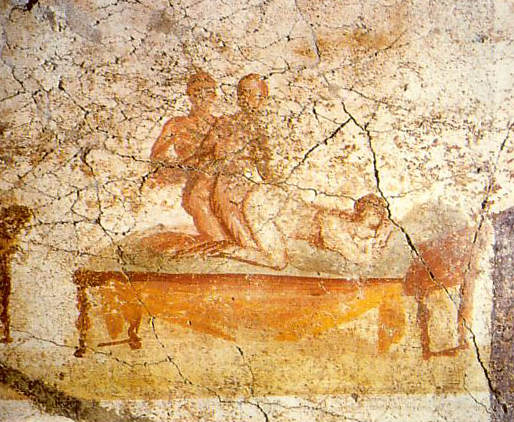
Bisexueller Geschlechtsverkehr, dargestellt auf einem römischen Fresko aus Pompeji (79 n. Cr.)

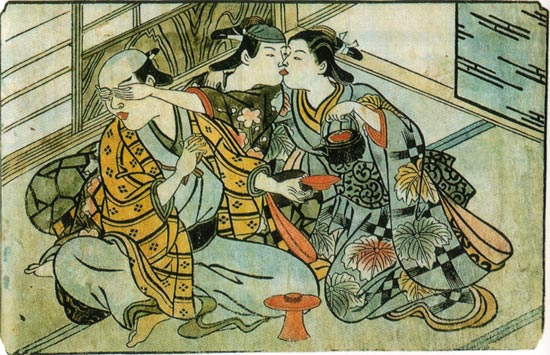
Druckgrafik von Nishikawa Sukenobu (Anfang 18. Jahrhundert)

In manchen Gesellschaften, wie der griechisch-römischen Antike oder der islamischen Welt, galt die erotische Anziehung zu zwei Geschlechtern als nahezu universelle Norm. Die ausschließliche Fixierung auf ein Geschlecht, heute als Homosexualität und Heterosexualität bezeichnet, wurde nur selten zum Thema gemacht.
Auch viele islamische Geistliche des Mittelalters sahen, obwohl sie den gleichgeschlechtlichen Verkehr gemäß ihrer Religion als schwere Sünde bewerteten, die erotische Anziehung gegenüber zwei Geschlechtern als eine Grundgegebenheit des menschlichen Daseins an. So schreibt der 1201 verstorbene hanbalitische Rechtsgelehrte Ibn al-Dschauzī: „Derjenige, der behauptet, dass er keine Begierde empfindet [wenn er schöne Knaben erblickt], ist ein Lügner, und wenn wir ihm glauben könnten, wäre er ein Tier, nicht ein menschliches Wesen.“

## Weitergehende Formen
Polysexualität oder kurz polysexuell wird vom Regenbogenportal des deutschen Familienministeriums 2020 definiert: „Polysexuelle Menschen hingegen fühlen sich zu mehreren, aber nicht allen, Geschlechtern hingezogen. Welche Geschlechter dies konkret sind, unterscheidet sich individuell.“ Eine Definition von 2013 lautet: „sexuelle Anziehung für viele, aber nicht alle Gender“. Im Oxford English Dictionary wird Polysexualität im Jahr 2009 allerdings anders definiert als „viele verschiedene Arten von Sexualität beinhaltend bzw. gekennzeichnet durch viele verschiedene Arten von Sexualität“.

## Bisexualität im Tierreich
Bisexualität ist relativ häufig im Tierreich beobachtbar. So gelten etwa die Bonobos als eine vollständig bisexuelle Tierart, die vor allem für ihren ausgeprägten Lesbianismus bekannt ist. Angenommen wird hier eine über die Vermehrung hinausgehende Multifunktionalität sexuellen Verhaltens.